# Lycosa tarantula
Lycosa tarantula Linnaeus, 1758 è un ragno appartenente alla famiglia Lycosidae.

## Distribuzione
Questa specie è stata rinvenuta in Italia (Puglia), in Francia (Corsica e Alti Pirenei), nei Balcani, in Turchia e in Medio Oriente.

## Storia
Nella tradizione popolare del Salento viene chiamato taranta o tarantola.  Il nome deriverebbe da Taranto o dal vicino fiume Tara: infatti, tra le più antiche testimonianze vi è quella risalente alla seconda metà del Cinquecento di Nicolas Audebert, poeta e consigliere al parlamento di Bretagna, secondo la quale "la tarantola è più comune in Puglia che in nessun'altra località, e principalmente dalle parti della città di Taranto, donde ha preso il nome, perché durante tutta l'estate nei campi ce ne sono un'infinità." La credenza voleva che il morso di questo ragno provocasse una particolare malattia, detta tarantismo, caratterizzata da una condizione di malessere generale e una sintomatologia psichiatrica simile ma distinta dall'epilessia, e si riteneva che fosse possibile neutralizzare gli effetti del veleno saltando e sudando: da ciò la credenza popolare che la danza e la musica potessero risanare dalla malattia. Il termine taranta, o tarantella salentina, è infatti anche usato come sinonimo di "pizzica", la danza e il genere musicale generato dal tarantismo.
Oggi il termine "tarantola" viene per lo più attribuito, impropriamente, ai ragni giganti che popolano i continenti americano, africano ed asiatico. Più correttamente si parla di migalomorfi o più semplicemente di migali.

## Tassonomia
È la specie tipo del genere Lycosa Latreille, 1804.
Sono 29 le pubblicazioni che riportano esami di esemplari di questa specie, fino al 2020.

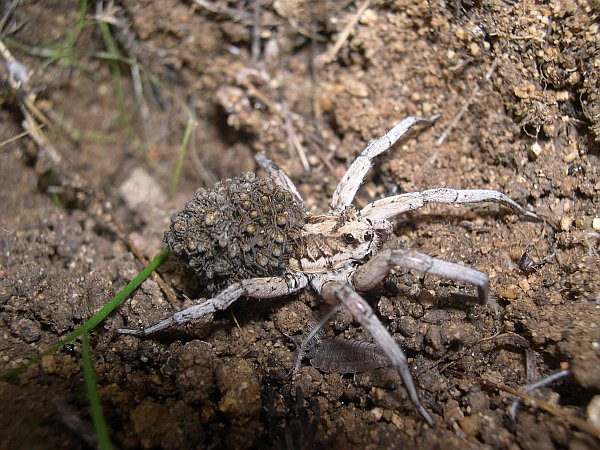
Un esemplare femmina con i piccoli sull'addome.